# William Stadden
William Stadden (ur. 15 listopada 1861 w Somerset, zm. 28 grudnia 1906 w Dewsbury) – walijski rugbysta, reprezentant kraju.
Związany był z klubem Cardiff RFC, w którego barwach wystąpił 86 razy w sezonach 1882/83–1885/86 zdobywając czternaście przyłożeń. Następnie grał dla Dewsbury oraz hrabstwa Yorkshire.
W latach 1884–1890 rozegrał osiem spotkań dla walijskiej reprezentacji, w Home Nations Championship 1890 zdobywając jedyne punkty, które dały pierwsze w historii zwycięstwo nad Anglikami.
W Boże Narodzenie 1906 roku udusił żonę i usiłował popełnić samobójstwo. Zmarł trzy dni później.